# Synelnykove rajon
Synelnykove rajon (ukrainsk: Синельниківський район, tr. Synelnykivskyj rajon) er et rajon (distrikt) i Dnipropetrovsk oblast i Ukraine. Det har et areal på 6.617 km2
og et befolkningstal på 198.974 (2022) indbyggere. Hovedbyen er byen Synelnykove.